# Joseph Kessel

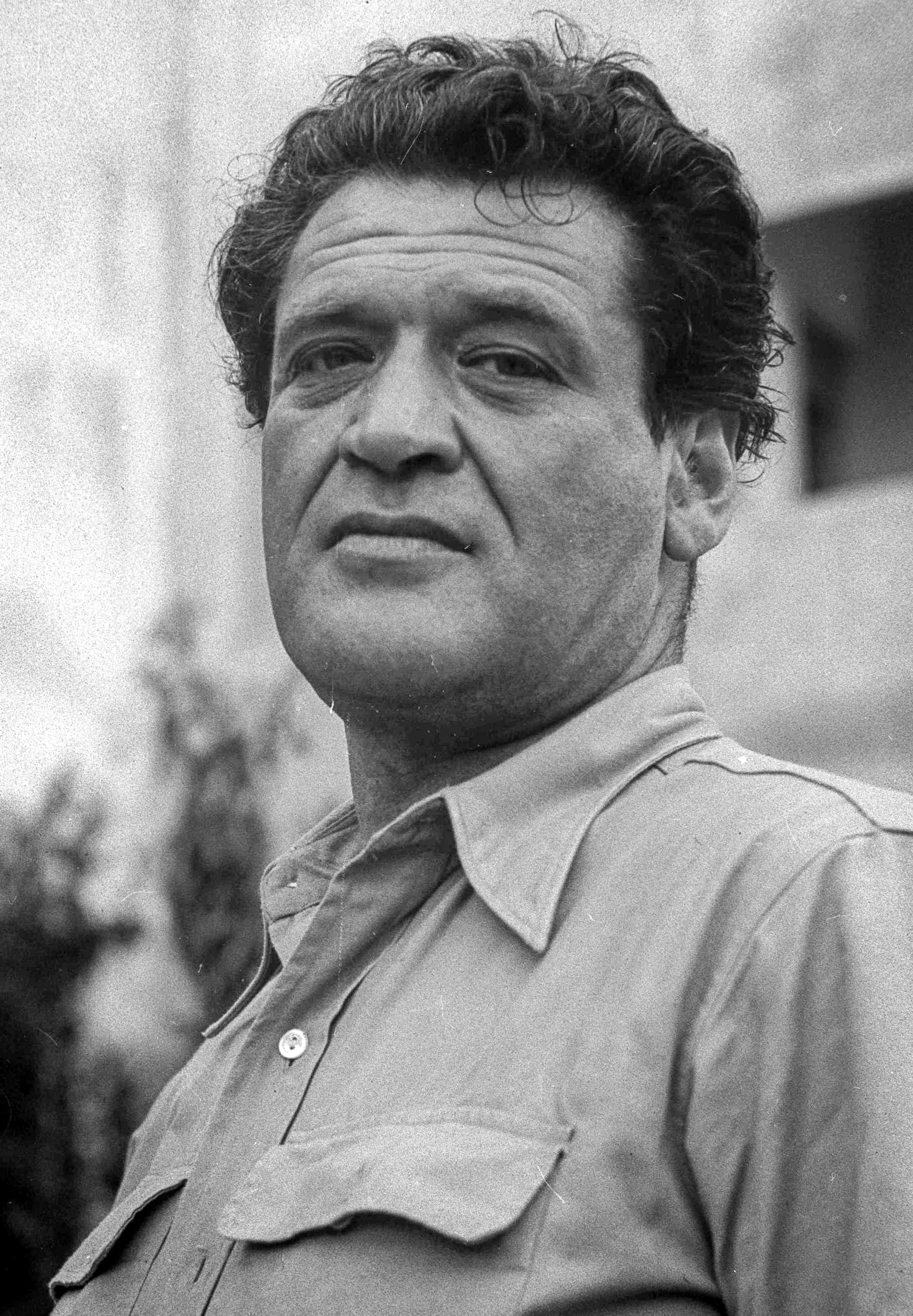
Joseph Kessel, 1948

Joseph Kessel (* 10. Februar 1898 in Entre Ríos, Argentinien; † 23. Juli 1979 in Avernes, Val-d’Oise) war ein französischer Journalist, Abenteurer und Romancier. Sein schwer klassifizierbares und von einem journalistischen Stil geprägtes Œuvre ließ ihn als eine Randgestalt im französischen Literaturbetrieb erscheinen. Seine Aufnahme in die Bibliothèque de la Pléiade im Jahr 2020 hat jedoch zu einer Neubewertung seiner literarischen Leistung geführt.

## Leben und Wirken

### Herkunft und Kindheit
Joseph Kessels Eltern waren russische Juden. Sein jüngerer Bruder Lazare Kessel (1899–1920) war der leibliche Vater des Schriftstellers Maurice Druon (1918–2009). Kessels Vater, ein Arzt, war aus Russland ausgewandert und versuchte sich nach Studien in Frankreich eine neue Existenz in Argentinien aufzubauen. Er ging aber später wieder nach Russland zurück und lebte schließlich ab 1908 in Nizza. 1913 zog die Familie nach Paris. So erlebte Kessel eine wechselvolle Jugend in der Pampa, besuchte Schulen in Montlhéry, Orenburg (Ural), Nizza und schließlich das Pariser Lycée Louis-le-Grand.

### Militärische Tätigkeit in den Weltkriegen
1916 meldete er sich freiwillig zu den im Aufbau befindlichen französischen Luftstreitkräften. Er beteiligte sich an der Zweiten Marneschlacht und wurde mit der Militärmedaille und dem Kriegskreuz 1914–18 ausgezeichnet. Sein Buch L’Equipage (Die Mannschaft, 1923) spiegelt die Erlebnisse an der Front wider und ist einer der ersten Fliegerromane. Nach der Kapitulation Frankreichs 1940 schloss er sich der Résistance an. 1943 trat er in die Forces françaises libres ein.

### Journalistische Tätigkeit
Seine Karriere begann 1920 als Auslandskorrespondent im Irischen Unabhängigkeitskrieg. Eine weitere Destination war die Sowjetunion. Kessel verdiente sich schnell den Ruf eines Abenteurers, der fast die gesamte Welt bereiste. In seinen Reportagen, aber auch in Romanen, behandelte er neben Kriegsthemen oft die Fliegerei. 1925 traf er Chaim Weizmann. Ein Zionist war Kessel jedoch nicht. Seinen 1926 erschienen Kurzroman Machno und seine Jüdin, in dem er von „Gold und Juwelen“ an den Geliebten Nestor Machnos schrieb, bezeichneten Anarchisten als „Verquickung von Dummheit und schändlichen Verleumdungen“. Im gleichen Jahr ging er für Paris-Soir nach Palästina und war im Mai 1926 in Haifa. Die Zweite Spanische Republik bereiste er im Spanischen Bürgerkrieg. Das Vichy-Regime und die deutschen Besatzer verboten in der „Liste Otto“ Verkauf und Auflage seiner Bücher.
Nach dem Zweiten Weltkrieg war er 1945 Berichterstatter der Zeitung France-Soir bei den Prozessen gegen die Kollaborateure der Vichy-Regierung. Im selben Jahr war er Korrespondent bei den Nürnberger Prozessen. Im L’Intransigeant geißelte er im September 1947 den Film Le Corbeau von Henri-Georges Clouzot, der 1943 unter der Besatzung Frankreichs mit deutscher Finanzierung entstanden war. 1948 berichtete er auch über die Gründung Israels. Eine aufsehenerregende Arbeit basierte auf einer Reihe von Interviews, die er mit dem vermutlichen Judenretter Felix Kersten 1958 über einen Zeitraum von fast drei Monaten geführt hatte. 1961 berichtete er über den Eichmann-Prozess in Jerusalem.

### Antirassismus
Nach dem Freispruch im Prozess gegen den Petljura-Attentäter Scholom Schwartzbard 1927 in Paris, über den Kessel berichtete, beteiligte er sich an der Gründung der Lige contre les pogroms, aus der 1929 die Ligue Internationale Contre l’Antisémitisme wurde (heute Ligue Internationale Contre le Racisme et l’Antisémitisme). Trotz seines Atheismus unterhielt er eine Bindung zum Judentum.

### Späte Jahre und Tod
1962 wurde er in die Académie française aufgenommen. Gegen den Widerstand rechtsgerichteter Mitglieder dieser Institution, nahm er den vakanten Platz von Auguste de La Force ein. Seine antifaschistische Haltung behielt er bei, gegen die Wahl des Antisemiten Paul Morand in die Akademie stemmte er sich mit aller Kraft. Kessel starb am 23. Juli 1979 in Avernes (Val-d’Oise) und wurde auf dem Friedhof Montparnasse in Paris beerdigt.

## Kessels Literatur
Sein bevorzugtes Genre ist der Abenteuerroman, zu dessen wichtigstem Vertreter der Roman über Henri de Monfreid Fortune Carrée zählt. Trotz des Erfolgs seiner Bücher gelang es Kessel nie ganz, als Literat Anerkennung zu finden. Seine Romane waren zu dicht an der Unterhaltungsliteratur angesiedelt, die Reiseberichte an der Reportage. Bei seiner Aufnahme in die Académie française 1962 schrieben Literaturkritiker denn auch, Kessel sei „der erste Reporter unter der Kuppel der Unsterblichen“. Viele seiner Werke sind verfilmt worden, so z. B. Belle de Jour – Schöne des Tages durch Luis Buñuel und Die Spaziergängerin von Sans-Souci durch Jacques Rouffio. Kessels erfolgreichster Roman ist Le Lion (Patricia und der Löwe) aus dem Jahre 1958, der seither immer wieder als Kinderbuchklassiker aufgelegt wird. Der Film Sirocco – Zwischen Kairo und Damaskus basiert auf den historischen Umständen der Großen Syrischen Revolution im Jahre 1925.

## Werke

### Biographien
- Mary de Cork. Gallimard, Paris 1925.
- Makhno et sa Juive. EOS, Paris 1926.
- Stavisky. L’homme que j’ai connu. Gallimard, Paris 1934.
- Mermoz. Eine Biographie („Mermoz“). Schwarzwald-Verlag, Freudenstadt 1948.
- Medizinalrat Kersten. Der Mann mit den magischen Händen („Les Mains du miracle“). Nymphenburger Verlagshandlung, München 1961.

### Prosa
- Die rote Steppe. Novellen („La Steppe rouge“). Verlag Hoffmann, Stuttgart 1927.
- L’Équipage. Neuaufl. Gallimard, Paris 1990, ISBN 2-07-036864-5.
- Vent de sable. Neuaufl. Gallimard, Paris 1997, ISBN 2-07-040345-9.
- Rencontre au restaurant. Édition Artisans, Paris 1925.
- Die blinden Herrscher. Ein Roman um Rasputin („Les Rois aveugles“). Verlag Hoffmann, Stuttgart 1926.
- Mémoires d’un commissaire du peuple. Contes et nouvelles. Neuauflage, Gallimard, Paris 1992, ISBN 2-07-071343-1.
- Le triplace. Edition Lessage, Paris 1926.
- Moisson d’octobre. La Cité des livres, Paris 1926.
- Die Gefangenen. Roman („Les Captifs“). Piper, München 1930 (übers. von Paul Alverdes).
- Le thé du Capitaine Sogoub. Nouvelle. Au Sans Pareil, Paris 1926 (illustriert durch Natalija Sergejewna Gontscharowa).
- Nuits de princes. Roman. Édition de France, 1927 (Ab Mitternacht. Knaur, Berlin 1929).
- La Rage au Ventre. EOS, Paris 1927.
- La Coupe fêlée. Un drôle de Noël. Éditions Lemarget, Paris 1927.
- De la rue de Rome au chemin de Paradis. Les Editions du Cadran, Paris 1931.
- La Femme de maison ou Mariette au désert. Simon Kra, Paris 1928 (Femmes; 3).
- Dames de Californie. Neuaufl. Gallimard, Paris 1996, ISBN 2-07-040023-9.
- La Belle de jour, die Schöne des Tages. Roman („Belle de jour“). Neuausg. Heyne, München 1984, ISBN 3-453-01936-9 (früherer Titel Belladonna).
- Les nuits de Sibérie. Flammarion, Paris 1928.
- La règle de l’homme. Gallimard, Paris 2002, ISBN 2-07-038180-3.
- Nouveaux contes. Éditions des Cahiers Libres, Paris 1928 (Inhalt: Le toscin de pâques. Le typhique. Un tour du diable. Le commissaire de la mort. La loi des montagnes).
- Secrets parisiens. Éditions des Cahiers Libres, Paris 1928.
- Le Coup de grâce. Roman. Plon, Paris 1975, ISBN 2-253-01039-1.
- Fortune carrée. Roman. Édition Pocket, Paris 1996, ISBN 2-266-12880-9.
- Wagon-lit. Gallimard, Paris 1993, ISBN 2-07-038035-1.
- Les Nuits cruelles. Les Éditions de France, Paris 1932.
- Die reinen Herzen. Novellen („Les Cœurs purs“). Piper, München 1931.
- Les Enfants de la chance. Roman. Gallimard, Paris 1991, ISBN 2-07-023568-8.
- Le repos de l’équipage. Roman. Gallimard, Paris 1949.
- Une balle perdue. Gallimard, Paris 2009, ISBN 978-2-07-038787-8.
- Die Spaziergängerin von Sans-Souci. Ein Leben voller Liebe („La Passante du Sans-Souci“). Heyne, München 1982, ISBN 3-453-01532-0.
- La Rose de Java. Roman. Gallimard, Paris 1994, ISBN 2-07-036174-8.
- L’Armée des ombres. Roman. Plon, Paris 1990, ISBN 2-259-02294-4.
- Les Maudru. Julliard-Séquana, Paris 1945.
- Le Bataillon du Ciel. Gallimard, Paris 1975.
- Brunnen der Parzen. Roman („Le Tour du malheur“, früherer Titel La Fontaine Médicis). Universitas-Verlag, München 1981, ISBN 3-8004-1001-X (früherer Titel Der Brunnen der Medici).
- La Nagaïka. Trois récits. Julliard, Paris 1988, ISBN 2-264-01147-5 (Inhalt: La nagaïka. La femme du désert. La coupe fêlée).
- Au Grand Socco. Roman. Gallimard, Paris 1952.
- Die Liebenden vom Tajo. Roman („Les Amants du Tage“). Bastei Lübbe, Bergisch Gladbach 1981, ISBN 3-404-00128-1.
- La Piste fauve. Gallimard, Paris 1974.
- La Vallée des rubis. Gallimard, Paris 1994, ISBN 2-07-038846-8.
- Témoin parmi les hommes. Édition Pocket, Paris 1973

1. Le Temps de l’espérance.
2. Les Jours de l’aventure.
3. L’Heure des châtiments.
4. La Nouvelle Saison.
5. Le Jeu du Roi.
6. Les instants de vérité.

- Patricia und der Löwe. Roman („Le Lion“). Desch Verlag, München 1975, ISBN 3-420-04724-X.
- Pour l’honneur. 2. Aufl. Plon, Paris 1974, ISBN 2-253-00789-7.
- Die Steppenreiter. Roman („Les Chevaliers“). Moewig Verlag, Rastatt 1981, ISBN 3-8118-2173-3.
- Des hommes. Gallimard, Paris 1972.
- Le Petit Âne blanc. 2. Aufl. Gallimard, Paris 1985, ISBN 2-07-033216-0.
- Les Temps sauvages. Gallimard, Paris 1978, ISBN 2-07-037072-0.

### Sachbücher
- Au camp des vaincus, ou la Critique du 11 mai. Gallimard, Paris 1924 (zusammen mit Georges Suarez).
- Glühendes Land, Land der Verheißung. Israel 1924, 1948, 1961 („Terre d’amour“). Desch Verlag, München 1966.
- Les fils de l'impossible. En Syrie. Édition Bourgeois, Paris 1990, ISBN 2-264-01475-X.
- Bas-fonds. Éditions des Portiques, Paris 1932.
- Nuits de Montmartre suivi de „Bas-fond de Berlin“. Édition Bourgois, Paris 1990, ISBN 2-264-01474-1.
- Marchés d'esclaves. Union Générale, Paris 1984, ISBN 2-264-00593-9.
- Hollywood, ville mirage. Édition Ramsay, Paris 1989, ISBN 2-85956-775-5 (Nachdr. d. Ausg. Paris 1937).
- Comment est mort le maréchal Pétain. France Forever Press, Paris 1942.
- Le Procès des enfants perdus. Julliard, Paris 1951 (Claude Panconi, Bernard Petit).
- Hong Kong et Macau. 2. Aufl. Gallimard, Paris 1964.
- Inde, péninsule des dieux. Hachette, Paris 1960.
- Zeuge in heilloser Zeit. Reportagen aus 3 Kontinenten („Tous n’étaient pas des anges“). Desch Verlag, München 1964.
- Mein geliebtes Israel („Israël que j’aime“). Verlag der europäischen Bücherei, Bonn 1967 (zusammen mit Noël Calef).
- Un mur à Jérusalem. Éditions Premières, Paris 1968 (nach dem gleichnamigen Film von Frédéric Rossif).

### Drehbücher
- 1935: Blutsbrüder 1918 – Regie: Anatole Litvak (nach seinem eigenen Roman L'équipage)
- 1936: Mayerling – Regie: Anatole Litvak (nach Claude Anets Roman Mayerling)
- 1954: König der Wüste – Regie: Bernard Borderie (nach seinem Roman Fortune Carrée)
- 1954: Oase – Regie: Yves Allégret (auch Co-Regie)
- 1955: Die Liebe der Lady Chatterley – Regie: Marc Allégret (L’amant de Lady Chatterley)
- 1966: Die Nacht der Generäle – Regie: Anatole Litvak (La nuit des Generaux)
- 1968: Mayerling – Regie: Terence Young (nach Claude Anets Roman Mayerling und Michel Arnolds L’archiduc).

## Verfilmungen
- Blutsbrüder 1918 (OT: L'équipage), Frankreich 1935, 90 Min., Regie Anatole Litvak
- Wolgaschiffer. (OT: Les bateliers de la Volga.) Frankreich, 1936, 91 Min., Regie: Wladimir Strijewski.
- Sirocco – Zwischen Kairo und Damaskus. (OT: Sirocco.) USA, 1951, Regie: Curtis Bernhardt.
- Nächte in Lissabon. (OT: Les amants du tage.) Frankreich, 1954, 109 Min., Regie: Henri Verneuil.
- Patricia und der Löwe. (OT: The Lion.) USA, Großbritannien, 1962, Regie: Jack Cardiff, (nach Kessels gleichnamigen Roman).
- Belle de Jour – Schöne des Tages. Frankreich, 1967, Regie: Luis Buñuel, (frei nach Kessels gleichnamigen Roman).
- Armee im Schatten. (OT: L’armée des ombres.) Frankreich, 1969, Regie: Jean-Pierre Melville.
- Die Steppenreiter. (OT: The Horsemen.) USA, 1971, 109 Min., Regie: John Frankenheimer.
- Die Spaziergängerin von Sans-Souci. (OT: La passante du Sans-Souci.) Frankreich, 1982, Regie: Jacques Rouffio, (nach Kessels gleichnamigen Roman).
- Das Gesetz der Wüste. (OT: La règle de l’homme.) Frankreich, 1993, 85 Min., Regie: Jean-Daniel Verhaeghe.

## Auszeichnungen
- Grand officier de la Légion d’honneur
- Commandeur des Arts et des Lettres
- Croix de guerre 1914–1918
- Croix de guerre 1939–1945

  Quelle: 

## Dokumentarfilm
- Joseph Kessel – Reporter, Reisender, Romancier. (OT: Kessel, un lion.) Dokumentarfilm, Frankreich, 2019, 52:30 Min., Buch und Regie: Marie Brunet-Debaines, Produktion: Camera Lucida Productions, INA, arte France, TV5 Monde, Erstsendung: 29. September 2019 bei arte, Inhaltsangabe von ARD, online-Video aufrufbar bis zum 27. November 2019.